# Rajella fuliginea
Rajella fuliginea és una espècie de peix de la família dels raids i de l'ordre dels raïformes.

## Reproducció
És ovípar i les femelles ponen càpsules d'ous, les quals presenten com unes banyes a la closca.

## Hàbitat
És un peix marí, de clima tropical i demersal que viu entre 732–824 m de fondària.

## Distribució geogràfica
Es troba a l'oceà Atlàntic occidental: la Guaiana Francesa.

## Observacions
És inofensiu per als humans.